# Aucanquilcha
Der Aucanquilcha ist ein 6176 m hoher Stratovulkan in der Región de Antofagasta in Nord-Chile an der Grenze zu West-Bolivien. Er liegt im Gebirgszug der Cordillera Occidental in den zentralen Anden. Östlich von ihm liegt die 3704 m hoch gelegene chilenische Grenzstation Ollagüe an der Nationalstraße Ruta 21 und an der Eisenbahn nach Bolivien. Ihm gegenüber erhebt sich der 5870 m hohe Vulkan Ollagüe. Unmittelbar am Fuß des Aucanquilcha in etwa 9,5 km Entfernung vom Ort Ollagüe liegt der fast vollständig verlassene Ort Amincha.

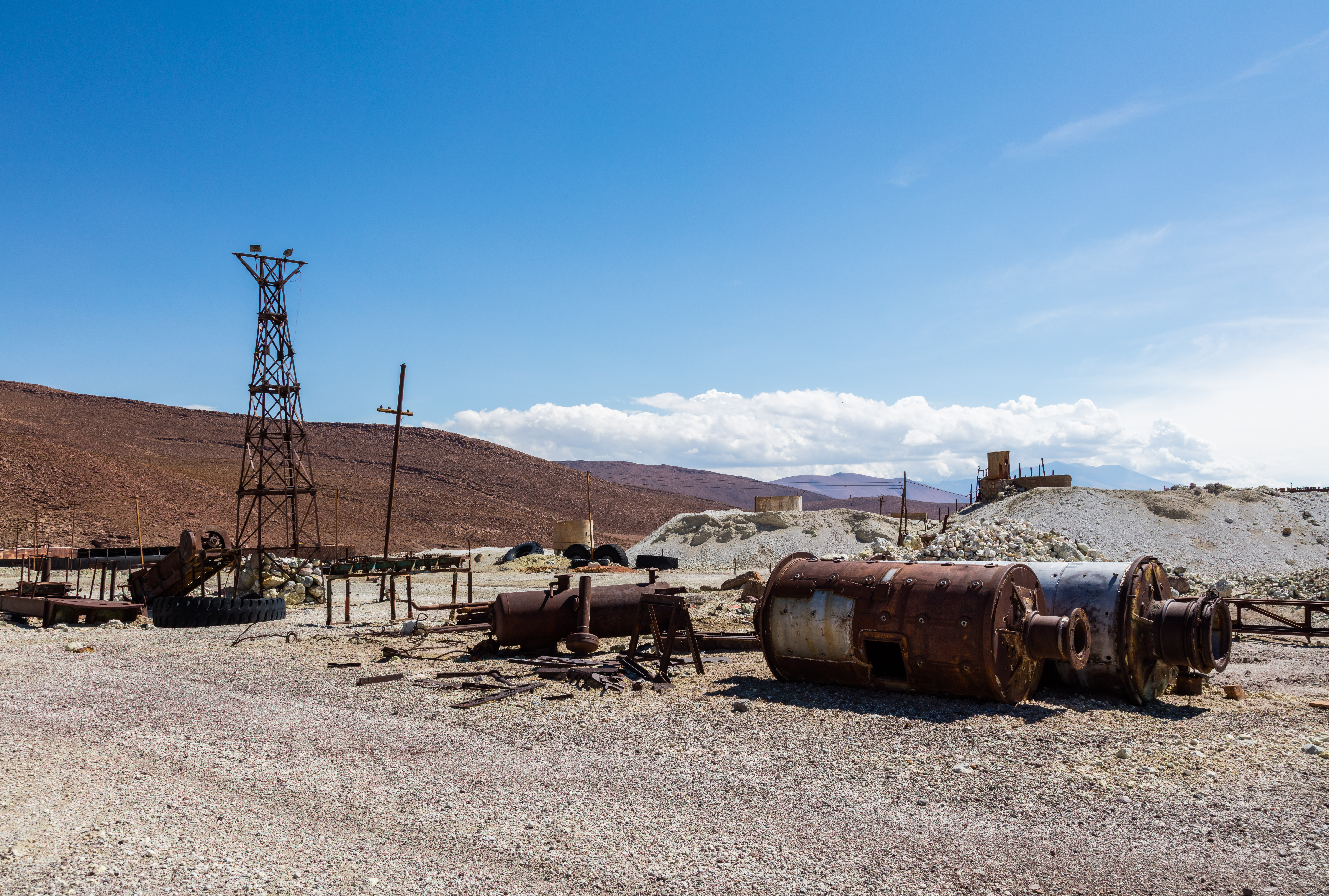
Maschinen vom damaligen Bergbau

Während des Pleistozän war der Aucanquilcha mit Gletschereis auf einer Fläche von 45 km² bedeckt, das bis auf 4600 m hinunterreichte und große Moränenfelder hinterließ. Er ist gegenwärtig noch bis hinunter auf etwa 5500 m Höhe mit Schnee und Eis bedeckt und stößt immer noch Fumarolen aus. Sein Schmelzwasser ist deshalb nicht genießbar.
Der Berg war ein Heiligtum der Inkas. In der Nähe des Gipfels wurden zwei zeremonielle Kreise sowie Reste von zu Brennstoff verarbeiteten Yareta-Pflanzen gefunden.

## Bergbau
Nahe dem Gipfel arbeitete seit 1913 eine Schwefel-Mine der der Familie Carrasco gehörenden S. I. A. M. Carrasco S. A., der damals zweitgrößten Schwefelbergbaugesellschaft Chiles. Die Mine am Aucanquilcha war die höchstgelegene Mine der Welt. Der Schwefel wurde in Höhen von 5500 m bis über 6000 m abgebaut. Die Arbeiter waren ausschließlich Quechua-Indios aus Bolivien, da nur sie an diese Höhen gewohnt waren. Ihr Camp, das Campamiento Aucanquilcha lag in 5334 m Höhe. Es galt als der höchstgelegene permanent besiedelte Wohnort der Menschheit.
Bis 1935 wurde der in der Mine gewonnene Schwefel mit Hilfe von Lamas abtransportiert, anschließend durch eine Materialseilbahn, die den Schwefel in Eimern transportierte.

## Materialseilbahn
Die Überreste dieser 1935 in Betrieb genommenen Seilbahn sind noch deutlich sichtbar. Der erste Abschnitt der Seilbahn führte von der knapp 2 km hinter Amincha auf 3942 m gelegenen Talstation in westlicher Richtung zur 12 km entfernten, 5279 m hohen Mittelstation am Campamento Aucanquilcha. Von dort ging ein zweiter 1,62 km langer Abschnitt in fast südlicher Richtung zur 5874 m hohen Bergstation knapp unterhalb des flachen Sattels zwischen der Gipfelgruppe und der benachbarten westlichen Kuppe. Die Seilbahn hatte somit eine gesamte Länge von 13,6 km und bewältigte einen Höhenunterschied von 1932 m. Die Bergstation war die höchstgelegene Bergstation der Welt. Der erste Abschnitt der Seilbahn bestand aus 7 Sektionen von bis zu 2,8 km Länge mit 6 Zwischenstationen. Etwa alle 100 bis 150 m stand eine Stütze. Der zweite Abschnitt mit nur einer 1,62 km langen Sektion hatte, durch das Geländeprofil bedingt, 4 Stützen im Abstand von maximal 600 m. Weitere technische Einzelheiten scheinen nicht mehr bekannt zu sein.

## Lkw-Transport
Später wurde die Mine durch Straßen erschlossen, die mit 20-Tonnern bis in eine Höhe von 6024 m befahrbar waren. Auch auf der Südseite des Vulkans wurde von einem 4778 m hoch gelegenen Camp bei der B-105 aus eine Straße bis zu einer Grube in 5623 m Höhe gebaut. Mit der Schließung der Mine im Jahr 1992 haben diese Straßen ihre Bedeutung verloren und sind heute auf Grund von Erdrutschen nicht mehr vollständig zu befahren.

### Spanischsprachige Websites
- Volcán Aucanquilcha, Cara Norte / North Face. (PDF; 1,32 MB) Archiviert vom Original (nicht mehr online verfügbar); abgerufen am 11. Januar 2020 (Beschreibung des Aufstiegs mit Fotos).
- Allg. Beschreibung
- GRUPO DE TRABAJO DEL PUEBLO QUECHUA (PDF-Datei; 328 kB)
- Estudio Economico sobre la Industria del Azufre en Chile (Memento vom 17. Juni 2007 im Internet Archive)

## Ortsangaben, Koordinaten
Die nachfolgenden Ortsangaben und Koordinaten wurden Google Earth entnommen. Die Entfernungen sind immer direkte, horizontale Entfernungen.
1. ↑  Das Camp lag in 17500 ft Höhe an der Kehre oberhalb der Mittelstation der Bergbahn.
2. ↑  Talstation: 12933 ft, 21° 12′ 28,3″ S, 68° 21′ 13,5″ W
3. ↑  Mittelstation: 17320 ft, 21° 12′ 3,6″ S, 68° 28′ 6,9″ W
4. ↑  Bergstation: 19271 ft, 21° 12′ 55,3″ S, 68° 28′ 19,1″ W
5. ↑  ZS1:  21°12'24.61"S,  68°22'12.52"W; ZS2:  21°12'21.61"S,  68°23'4.83"W; ZS3:  21°12'18.35"S,  68°23'58.32"W; ZS 4:  21°12'12.50"S,  68°25'35.66"W; ZS5: 21°12'8.51"S,  68°26'42.49"W; ZS6:  21°12'6.65"S,  68°27'14.51"W.
6. ↑  ST1:  21°12'22.59"S,  68°28'11.60"W; ST2:  21°12'28.10"S, 68°28'12.86"W; ST3:  21°12'32.01"S,  68°28'13.78"W; ST4:  21°12'48.58"S,  68°28'17.67"W.
7. ↑  Camp an der B-105: 15677 ft, 21° 14′ 30,4″ S, 68° 31′ 5″ W